# جزیره برد، جورجیای جنوبی
جزیره برد، جورجیای جنوبی (انگلیسی: Bird Island, South Georgia) یک جزیره و منطقه حفاظت‌شده در بریتانیا است که در جزایر جورجیای جنوبی و ساندویچ جنوبی واقع شده‌است.